# Йосімі (Сайтама)

36°2′24″ пн. ш. 139°27′14″ сх. д. / 36.04000° пн. ш. 139.45389° сх. д.
Йосі́мі (яп. 吉見町, よしみまち, МФА: [joɕimʲi mat͡ɕi̥]) — містечко в Японії, в повіті Хікі префектури Сайтама. Станом на 1 жовтня 2008 площа містечка становила 38,63 км². Станом на 1 січня 2009 населення містечка становило 21 550 осіб.